# فهرست والیان دایکندی
جدول زیر فهرست والیان ولایت دایکندی افغانستان است.

## فهرست
فهرست والی‌های ولایت دایکندی:
| والی | والی              | دوره                            | جزئیات                    | یاداشت                    |
| ---- | ----------------- | ------------------------------- | ------------------------- | ------------------------- |
|      | سرور دانش         | ۲۸ مارس ۲۰۰۴ ۲۲ دسامبر ۲۰۰۴     | نخستین والی ولایت دایکندی | پس از ولایت وزیر عدلیه شد |
|      | عبدالحی نعمتی     | ۲۲ دسامبر ۲۰۰۴ ؟؟؟              |                           |                           |
|      | محمد یوسف         | ؟؟؟                             |                           |                           |
|      | عبدالله فلاح      | ؟؟؟                             |                           |                           |
|      | عزت الله واصفی    | ۵ مه ۲۰۰۵ ۶ مه ۲۰۰۵             |                           |                           |
|      | جان‌محمد اکبری     | ۶ مه ۲۰۰۵ ۲۶ ژوئیه ۲۰۰۶         |                           |                           |
|      | قربان‌علی اروزگانی | ۲۰۱۰ ۴ مه ۲۰۱۳                  |                           |                           |
|      | عبدالحق شفق       | ۴ مه ۲۰۱۳ ۴ ژوئن ۲۰۱۵           |                           |                           |
|      | معصومه مرادی      | ۴ ژوئن ۲۰۱۵ ۲۶ سپتامبر ۲۰۱۷     |                           |                           |
|      | محمود بلیغ        | ۶ میزان/مهر ۱۳۹۶ ۱ قوس/آذر ۱۳۹۷ |                           |                           |
|      | سید انور رحمتی    | ۱ قوس/آذر۱۳۹۷                   |                           | [ ۲ ]                     |
|      | محمد ضیا همدرد    | ۲۷ ثور (اردیبهشت)‌ ۱۳۹۹          |                           |                           |
|      | رشیده شهیدی       | ۱۱ حمل (فروردین) ۱۴۰۰           |                           |                           |